# Coeloseris mayeri

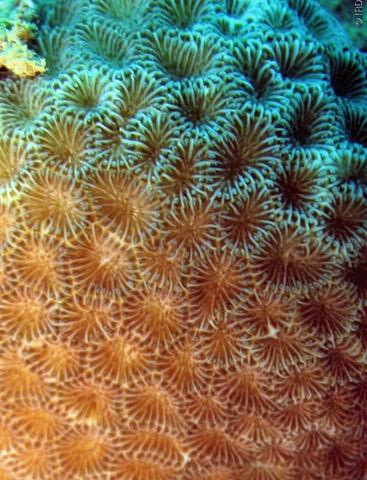
Colonia in situ de C. mayeri con pólipos retraídos, Nueva Caledonia

Coeloseris mayeri es la única especie del género de corales Coeloseris, de la familia Agariciidae, y pertenecen al grupo de los corales duros, orden Scleractinia.
Es una especie ampliamente distribuida y común en las aguas tropicales del océano Indo-Pacífico.

## Morfología
Forma colonias masivas o sub-masivas, tanto redondeadas como en forma de loma, que alcanzan los 2 m de tamaño. Los cálices de los coralitos son poligonales, en vez de redondeados, como en la mayoría de especies del orden Scleractinia, y tienen entre 3 y 5 mm de diámetro. Los coralitos están dispuestos en forma cerioide, compartiendo muros y septo-costa, ordenados en forma de panal. Sus cálices presentan los septos en tres ciclos. Carecen de columnela, y los septos tienen las caras granuladas.

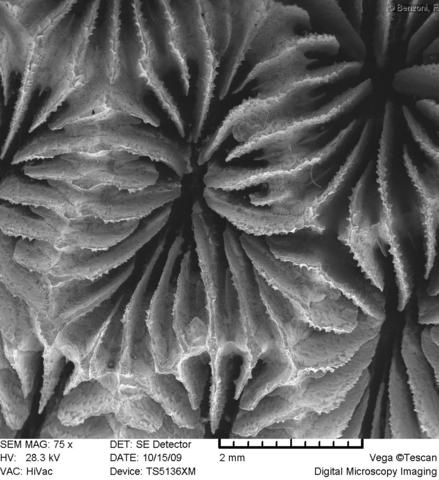
Coralitos del corallum de C. mayeri compartiendo septo-costa
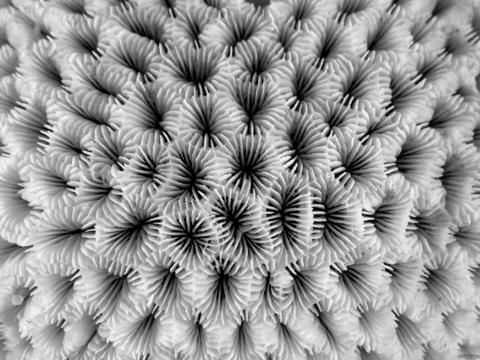
Corallum de C. mayeri con su distintiva disposición de los coralitos en forma de panal

Los pólipos son de color marrón, amarillento, o verde pálido, y extienden sus tentáculos solamente por la noche.

## Hábitat y distribución
Usualmente se encuentra en arrecifes, en aguas muy transparentes que permitan el paso de la luz. La especie se puede encontrar en diferentes hábitats, pero prefiere sustratos planos, en los bordes y zonas superiores del arrecife. Su rango de profundidad es entre 1 y 15 m.
Su distribución geográfica comprende las aguas tropicales del océano Indo-Pacífico, desde la costa este africana hasta las islas del Pacífico central. Es especie nativa de Australia; Bangladés; Birmania; Camboya; Comoros; Filipinas; Fiyi; Guam; India; Indonesia; Japón; Kenia; Kiribati; Madagascar; Malasia; Maldivas; Islas Marshall; Mauritius; Mayotte; Micronesia; Mozambique; Nauru; Nueva Caledonia; Islas Marianas del Norte; Palaos; Papúa Nueva Guinea; Reunión; Seychelles; Singapur; Islas Salomón; Somalia; Sri Lanka; Sudáfrica; Taiwán (China); Tanzania; Tailandia; Tuvalu; Vanuatu; Vietnam y Wallis y Futuna.

## Alimentación
Los pólipos contienen algas simbióticas; mutualistas, ambos organismos  se benefician de la relación, llamadas zooxantelas. Las algas realizan la fotosíntesis produciendo oxígeno y azúcares, que son aprovechados por los pólipos, y se alimentan de los catabolitos del coral, especialmente fósforo y nitrógeno. Esto les proporciona del 70 al 95% de sus necesidades alimenticias. El resto lo obtienen atrapando plancton y materia orgánica disuelta en la columna de agua.

## Reproducción
Las colonias producen esperma y huevos que se fertilizan en el agua. Las larvas deambulan por la columna de agua hasta que se posan y fijan en el lecho marino, una vez allí se convierten en pólipos y comienzan a secretar carbonato cálcico para construir su esqueleto, o coralito. Posteriormente, se reproducen asexualmente por gemación, dando origen a otros ejemplares, y conformando así la colonia coralina.